# ハナウォン
北韓離脱住民定着支援事務所 (韓国語: 북한이탈주민정착지원사무소)は、脱北者を「社会適応訓練」する韓国政府の施設で、韓国での生活に向けて準備を進める機関である。一般的にハナウォン、ハナ院(하나원, "調和のための家")と呼ばれている。この施設での12週間の滞在は、北朝鮮から韓国に入国するすべての人に義務付けられており、入国者は自由意志で退去することはできない。

## 歴史
ハナウォンは1999年7月8日に設立された。詳細な場所は脱北者を守るため各地図には表示されないが、ソウルから1時間南へ進んだ京畿道・安城の郊外にある。
脱北者は朝鮮戦争以後、毎年10人程度であったが、1994年の金日成死亡と北朝鮮の経済難の影響で、1990年代半ば以降規模が急激に増加した。したがって、脱北者が韓国社会で健全な民主国民として共に生きていけるようにするための組織的で体系的な支援が必要になった。
脱北者は脱北過程で経験した身体的・心理的問題が解決されない状態で、身分確認のために厳しい調査過程を強いられる。そして就職や進路、居住地などの未来が不安で体制が異なる韓国社会に対する実際の経験がないため心理的に混乱する時期に置かれることになる。これを支援するために統一部により設立された政府機関がハナウォンだ。
当初は3ヶ月間の再定住プログラムで約200人を収容するために建設されたが、2002年には収容人数が倍の400人にまで拡大された。1999年60人、2000年297人、2001年572人、2002年1111人、2003年1175人、今年は6月まで760人が、ハナウォンをへて韓国社会に進出していった。
2007年から2011年の間が最も脱北者の人数が多く、各年2400人以上が韓国へ入国した。2012年12月5日には、より多くの脱北者を受け入れようと、江原特別自治道の華川郡に2ヶ所目のセンターが設立され、その規模は1100人である。
しかし、2012年以降は2011年末に就任した金正恩政権の厳しい政策によりその規模が減少し、2020年からのコロナウイルス蔓延の時期はさらに減少した。2021年、2022年に韓国へ入国した脱北者はそれぞれ100人以下となっている。

## 機能
脱北者は国家情報院（NIS）の取調べを受けた後、ハナウォンへ移動する。
ハナウォンでは、脱北者の社会経済的・心理的不安の緩和、文化的異質性の壁の克服、韓国で生計を立てるための実践的訓練の3つを主な目標として、12週間の計40時間のカリキュラムが組まれている。座学の教育に加え、区役所や警察署、会社の訪問や、デパートでの買い物、散髪、フードコートで食事など、実生活に必要な現場教育も行われる。
教育の他に心理的・身体的健康サポートも行われる。多くの脱北者は栄養失調で歯が悪くなっている。また、ハナウォンに到着した時点で、うつ病やその他の心理的問題を抱えている者も多い。 特に女性の脱北者の30％がうつ病の兆候を示しており、その原因として、北朝鮮や中国での難民生活で性的虐待を受けたことなどが挙げられると分析されている。ハナウォンには脱出者の健康を管理する病院や子どもたちのための学校もある。
ハナウォンでは、セキュリティ上の懸念から、有刺鉄線、警備員、監視カメラなどによって脱北者の移動に厳しい制限を課している。匿名希望の脱北者はコリア・ヘラルド紙に、ハナウォンは自由に外に出られないため、どこか監獄のように感じると語った。また、脱北者の身元を守るため、ボランティアは携帯電話の持ち込みが禁止され、施設内での写真撮影も制限されている。
ハナウォンでのプログラムが終了すると、脱北者は政府の補助金で自分の家を確保することになる。ハナウォンが開設された当初、脱北者は一人当たり3600万₩の再定住費用と、その後毎月54万₩を支給された。現在は、再定住に2942万₩、住宅に754万₩が支給され、いずれも条件や世帯の規模によって異なる。 ハナウォンでの教育が終わるころには住民登録証が発給され、本格的な職業訓練はハナウォン修了後に、公設・私設の職業訓練機関に委託する形で行われる。ハナウォンでのプログラムの終了後、多くの脱北者は、「北朝鮮の自由」、「北朝鮮人権データベース・センター」、「セジョウィ」などの市民社会団体を通じて、さらなる支援を受けている。

## 教育
ハナウォンでは、幼児、児童、ティーンエイジャー、成人、高齢者向けのクラスがあり、脱北者の年齢に応じて様々な教育プログラムが用意されている。
学校教育の他に、脱北者は、北朝鮮が朝鮮戦争を起こしたことなど半島の歴史を学び直したり、人権や民主主義の仕組みなど韓国の政治・社会・経済・文化全般について北朝鮮との違いを比較する講義を受ける。言語の面では、英語の他に、北朝鮮訛りを韓国で話される話し方に矯正したりもする。実務教育としては、ATMの使い方、コンピューターの使い方、電車の乗り方、請求書の支払い方、車の運転などを学ぶ。
また韓国で働くための職業訓練も受ける。

## 作品
ハナウォンが登場する作品として、2021年公開のユン・ジェホ監督による韓国映画「ファイター（邦題：北からの挑戦者）」がある。これはハナウォンを退所したばかりの主人公ジナが、ボクシングジムの清掃で生計を立てる物語だ。